# Terry Fator

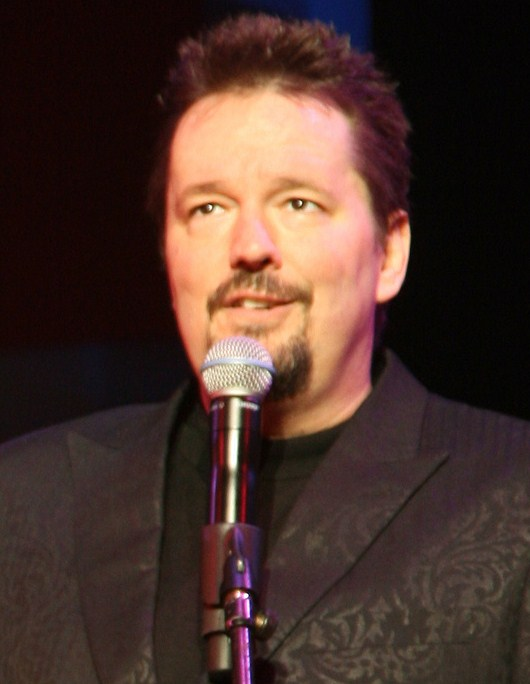
Terry Fator (2008)

Terry Fator (* 10. Juni 1965 in Dallas, Texas) ist ein US-amerikanischer Bauchredner.

## Werdegang

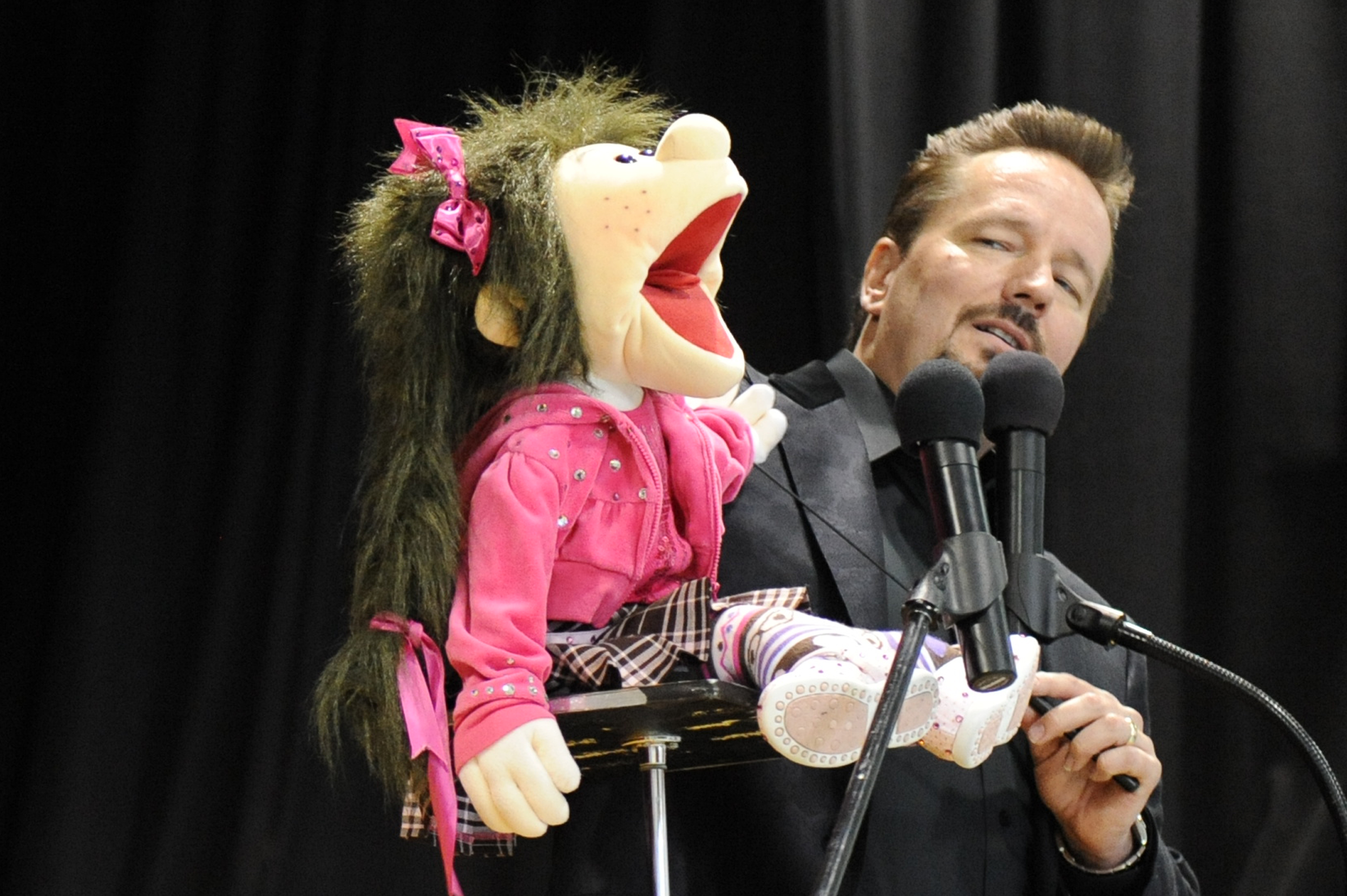
Terry Fator mit Bauchrednerpuppe

Er gewann 2007 die zweite Staffel von America’s Got Talent. Seit 2008 ist er mit seiner Show der Headliner im Hotel The Mirage in Las Vegas. Nach dem Sieg von Darci Lynne Farmer im Finale der 12. Staffel America’s Got Talent 2017 trat er mit dieser zusammen auf der Bühne auf. Für das Videoalbum Terry Fator: Live From Las Vegas wurde er im Oktober 2012 von der RIAA mit einer Vierfachplatin-Schallplatte ausgezeichnet.